# Sougères-en-Puisaye
Sougères-en-Puisaye ist eine französische Gemeinde mit 298 Einwohnern (Stand: 1. Januar 2022) im Département Yonne in der Region Bourgogne-Franche-Comté (vor 2016 Bourgogne); sie gehört zum Arrondissement Auxerre und zum Kanton Vincelles (bis 2015 Saint-Sauveur-en-Puisaye). Die Einwohner werden Sougérois genannt.

## Geographie
Sougères-en-Puisaye liegt etwa 34 Kilometer südwestlich von Auxerre. Umgeben wird Sougères-en-Puisaye von den Nachbargemeinden Thury im Norden und Nordwesten, Lain und Sementron im Norden, Les Hauts de Forterre im Nordosten, Druyes-les-Belles-Fontaines im Osten, Étais-la-Sauvin im Süden sowie Lainsecq im Westen und Südwesten.

## Bevölkerungsentwicklung
| Jahr                      | 1962 | 1968 | 1975 | 1982 | 1990 | 1999 | 2006 | 2013 |
| Einwohner                 | 531  | 489  | 411  | 385  | 315  | 315  | 340  | 329  |
| Quelle: Cassini und INSEE |      |      |      |      |      |      |      |      |

## Sehenswürdigkeiten
- Kirche Saint-Pierre-et-Saint-Paul aus dem 15. Jahrhundert
- sog. Château Blanche
- Schlossruine von Pesselières
- Mühle

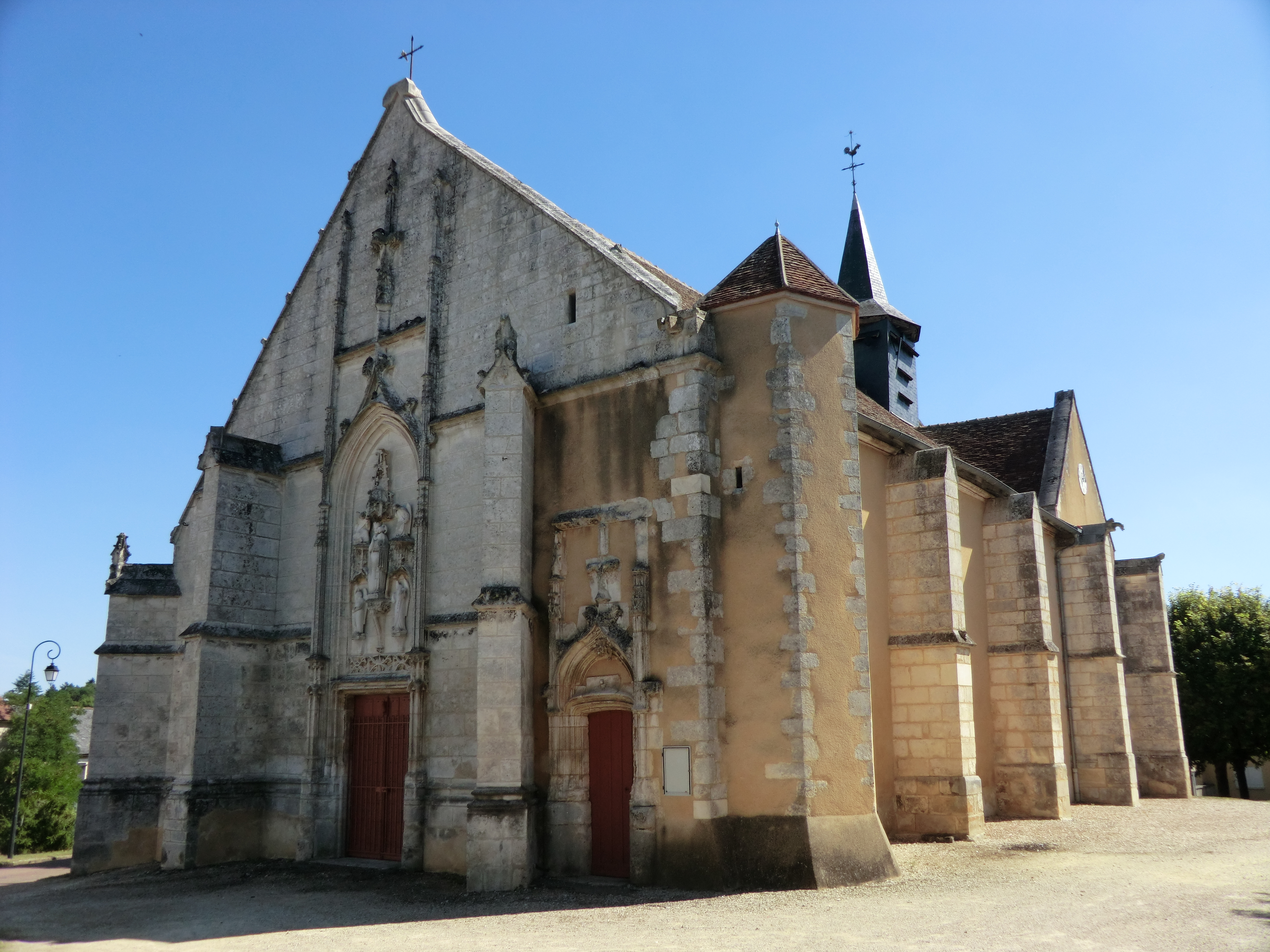
Kirche Saint-Pierre-et-Saint-Paul
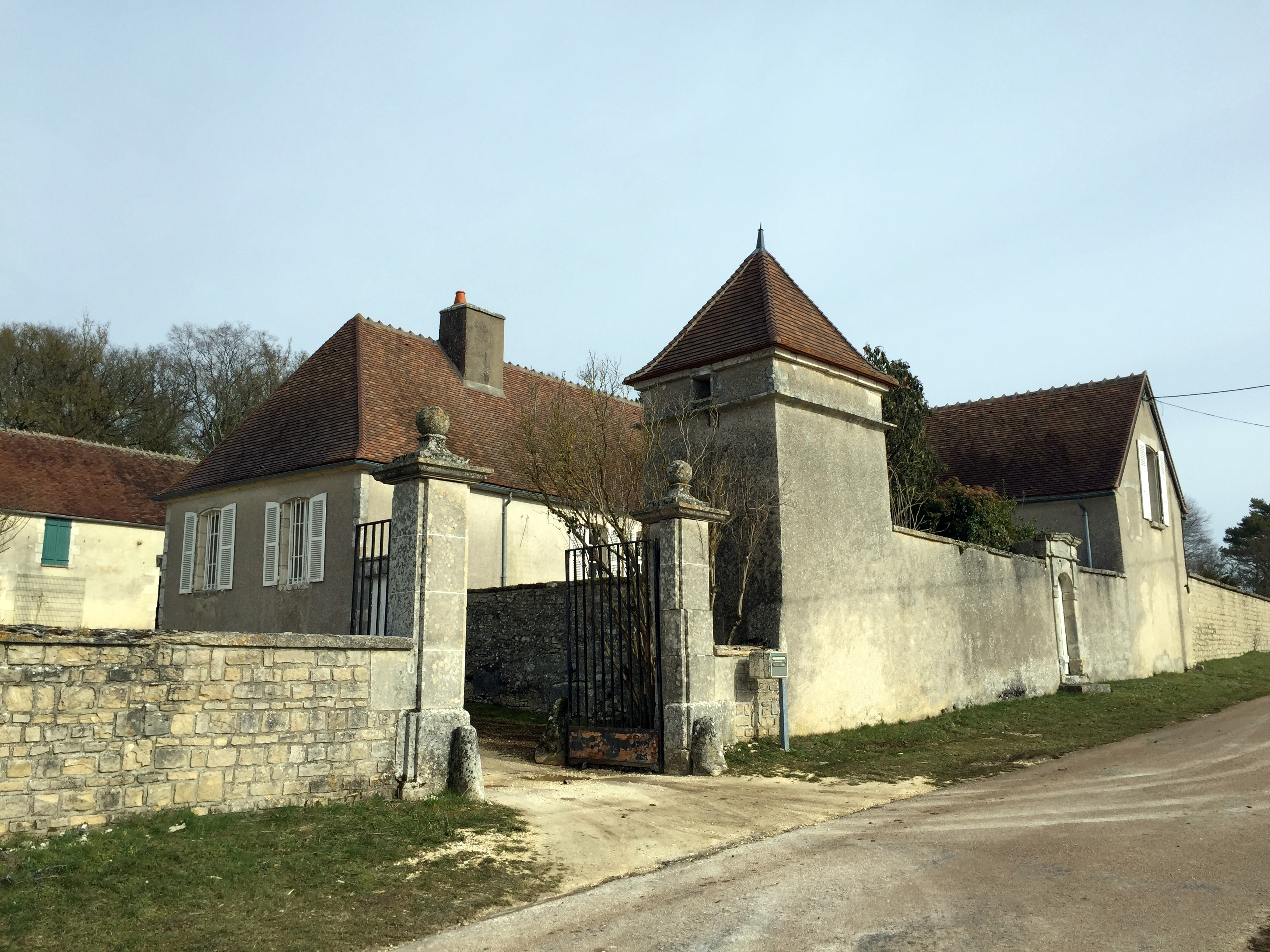
Château Blanche